# Nevězice
Nevězice är en ort i Tjeckien.   Den ligger i regionen Södra Böhmen, i den centrala delen av landet, 70 km söder om huvudstaden Prag. Nevězice ligger 441 meter över havet och antalet invånare är 147.
Terrängen runt Nevězice är platt, och sluttar söderut. Runt Nevězice är det ganska tätbefolkat, med 86 invånare per kvadratkilometer. Närmaste större samhälle är Písek, 18,8 km söder om Nevězice. I omgivningarna runt Nevězice växer i huvudsak blandskog.